# Messer (Band)
Messer ist eine 2010 gegründete Post-Punk-Band aus Münster.

## Geschichte
Die Gruppe Messer aus Münster formierte sich im Jahr 2010 und besteht aus Hendrik Otremba, Pogo McCartney, Pascal Schaumburg und Philipp Wulf. Nach ersten Kleinreleases erschien mit Im Schwindel 2012 das von Christoph Bartelt produzierte Debütalbum beim Label This Charming Man Records. Bereits 2013 legte die Band mit Die Unsichtbaren das Nachfolgewerk vor. Dieses wurde von Tobias Levin co-produziert, der als Produzent bei den Alben zahlreicher Vertreter der deutschsprachigen Popmusik am Mischpult sitzt und mit seiner eigenen Band Cpt. Kirk &. als Mitbegründer der Hamburger Schule gilt. Messer erhielten für ihr zweites Album ein breites Medienecho, unter anderem Spex, Visions, die taz und der Spiegel Online widmeten dem Album und der Band eigene Artikel.
Im April 2014 reiste die Band im Auftrag des Goethe-Instituts nach China und spielte dort Konzerte in Qingdao, Nanjing und Shanghai.
Im Juni 2015 verließ der Gitarrist Pascal Schaumburg die Band.

## Stil
Die Musik von Messer, minimalistischer, oftmals auch düsterer Post-Punk mit den lyrischen deutschen Texten von Hendrik Otremba, erinnert an Genregrößen der 1980er Jahre wie z. B. Fehlfarben. Trotz dieser Referenz haben Messer schnell einen ganz eigenen Sound entwickelt, der vor allem durch den sehr prägnanten Bass von Pogo McCartney getrieben wird. Gitarrist Pascal Schaumburg spielt dabei eine sehr eigenwillige, experimentelle Gitarre, die häufig eher sphärisch klingt und an den Sound eines Synthesizers erinnert. Für die Songtexte von Messer empfängt Songwriter Hendrik Otremba reichlich Inspiration durch die von ihm mit Vorliebe gelesenen Comics von Spirou und Fantasio. Seit 2014 spielt die Band live zusätzlich mit dem Hamburger Schlagzeuger Manuel Chittka, der als Percussionist die Rhythmussektion unterstützt.

Bandmitglieder beim Feel Festival 2014
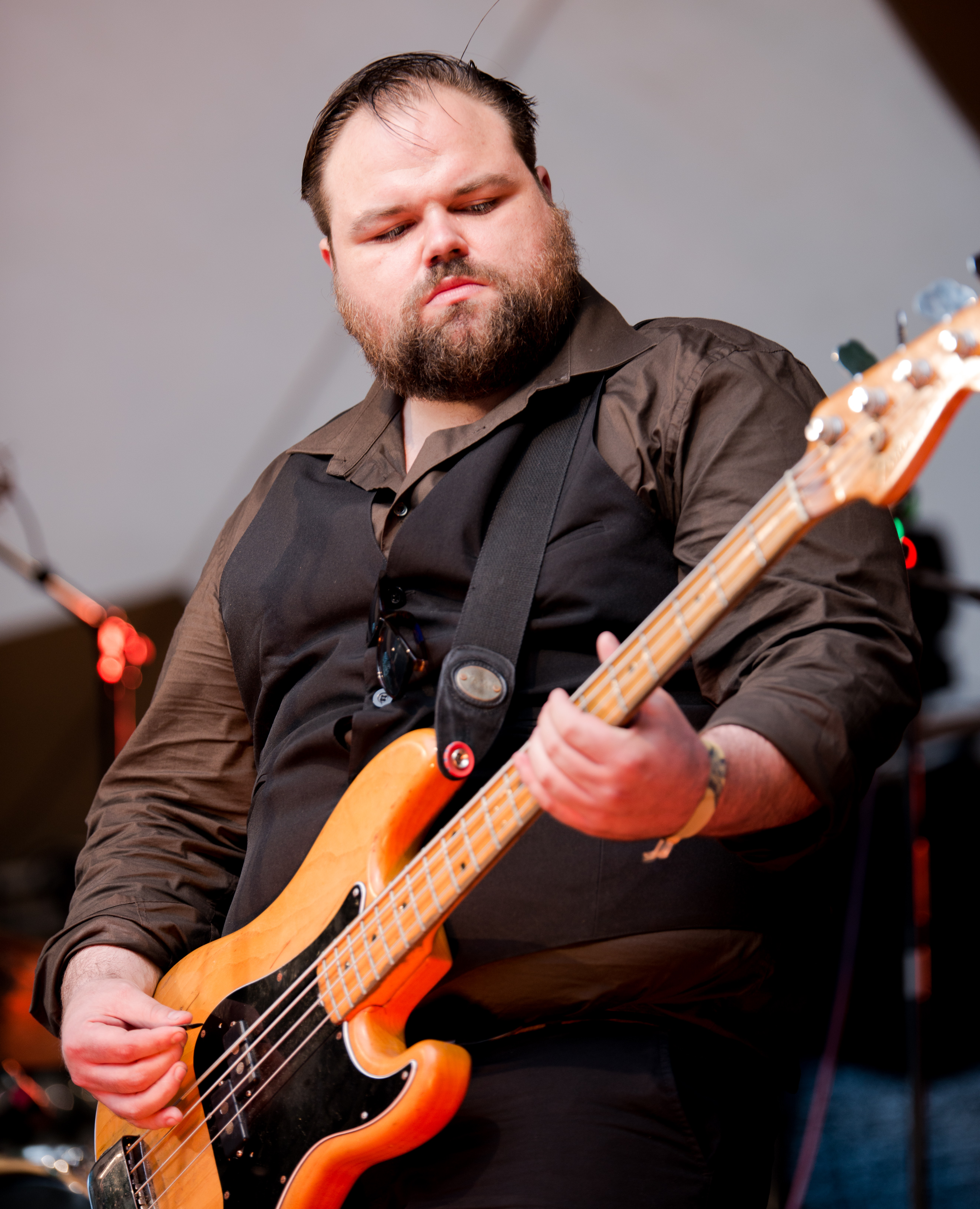
Pogo McCartney
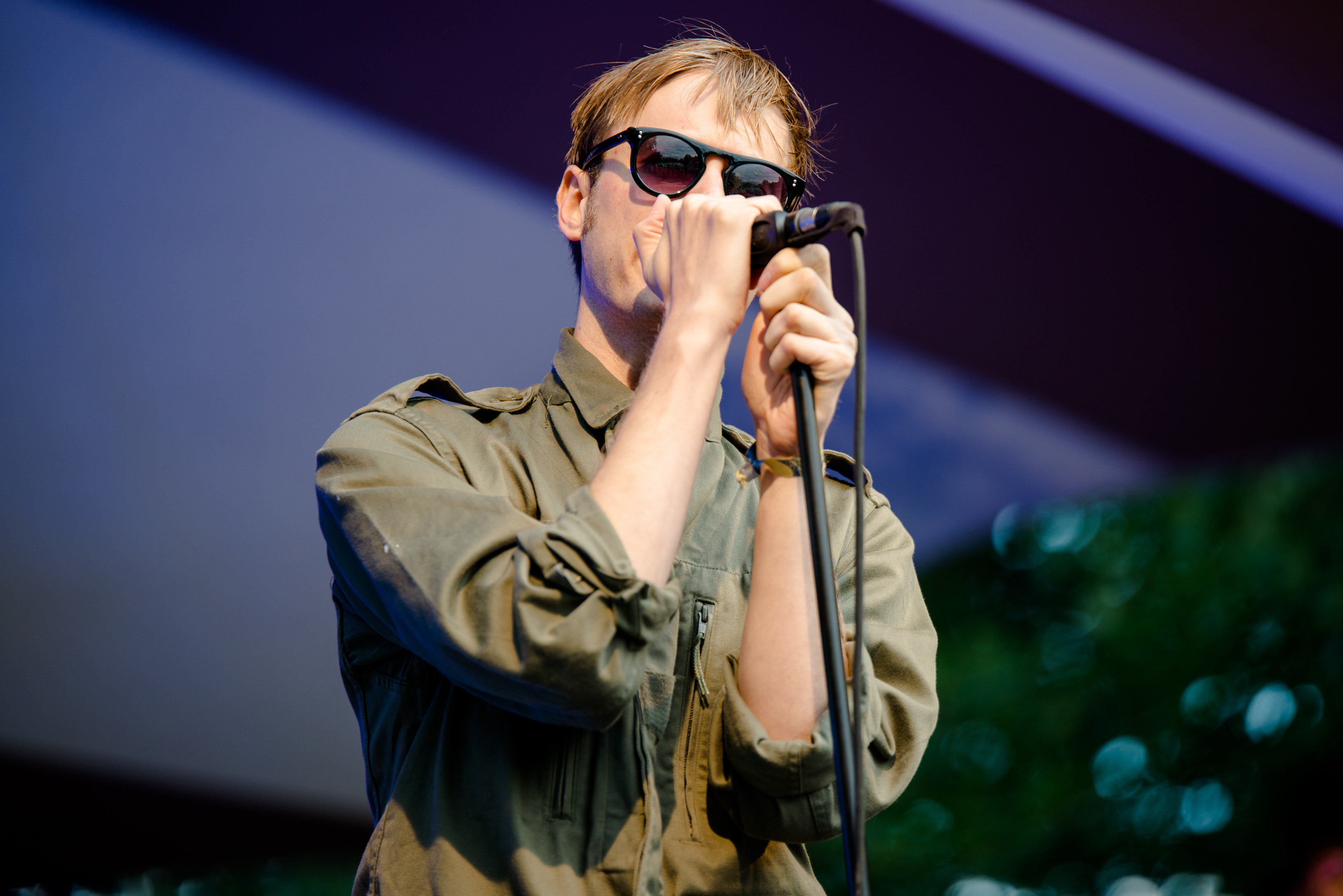
Hendrik Otremba
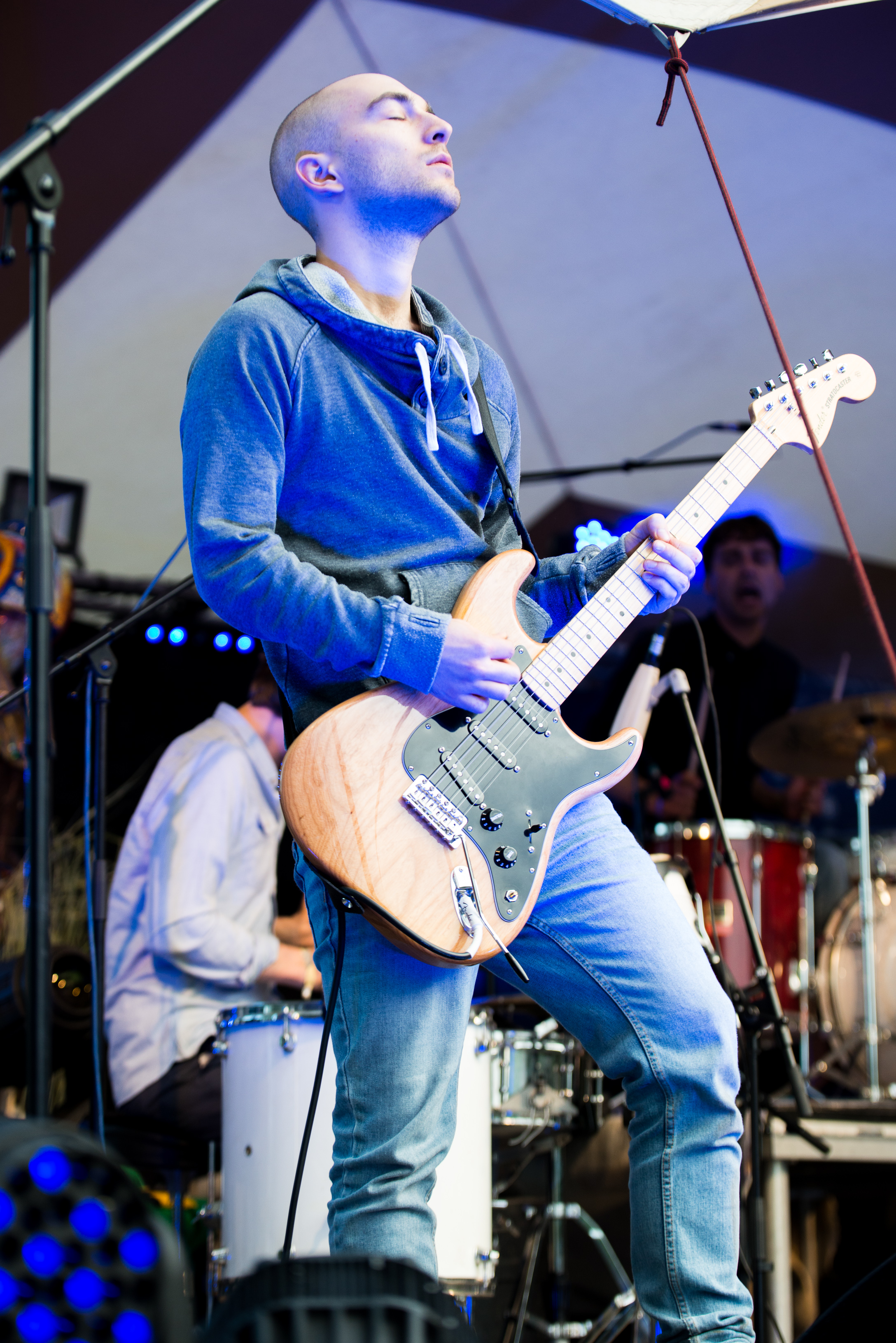
Pascal Schaumburg
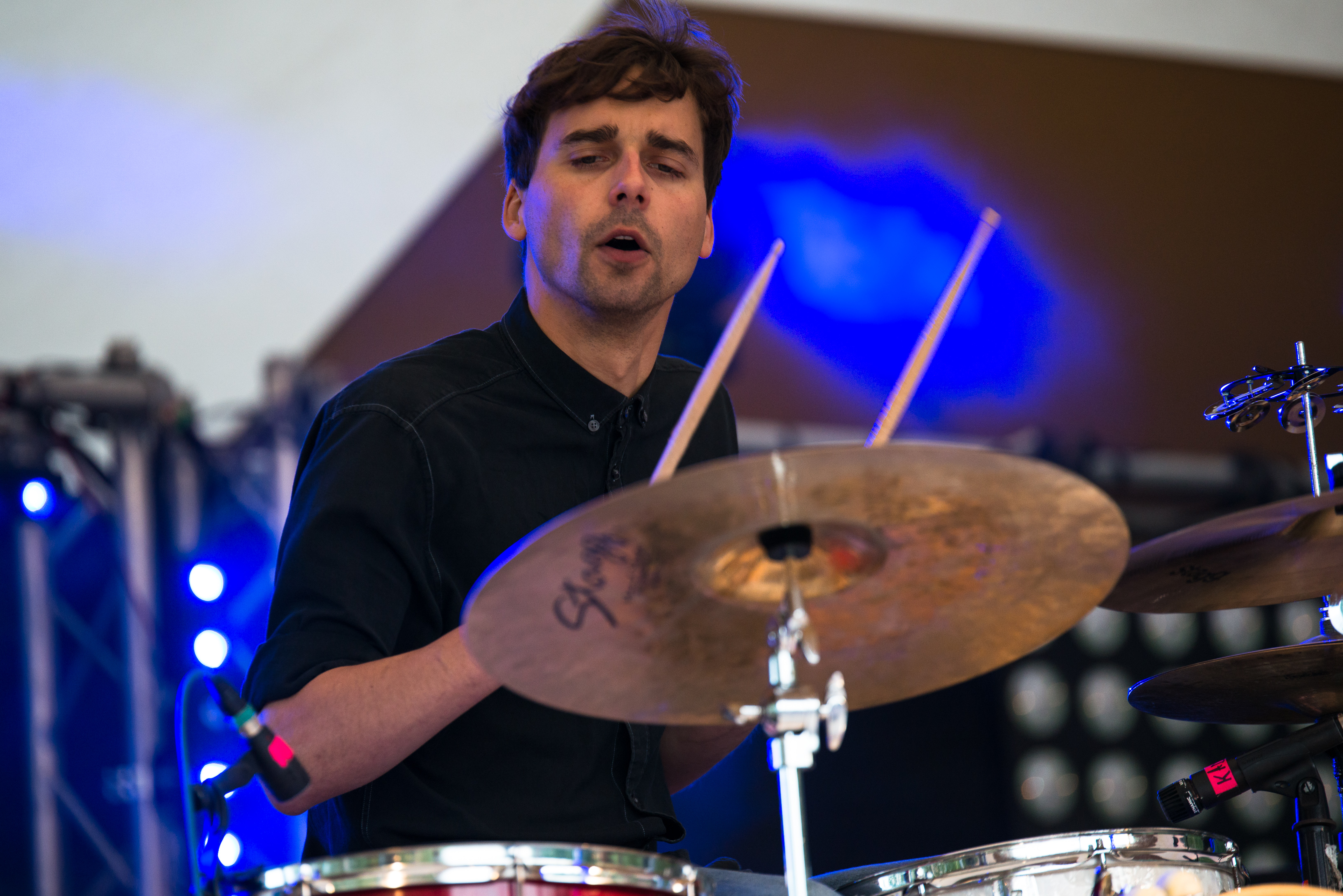
Philipp Wulf

## Diskografie
Alben
- 2012: Im Schwindel (This Charming Man Records)
- 2013: Die Unsichtbaren (This Charming Man Records)
- 2016: Jalousie (Trocadero/Indigo)
- 2020: No Future Days (Trocadero)[8]
- 2024: Kratermusik[9]

Demos/Singles etc.
- 2010: Alle Tage (Kassette, Top Five Records, wiederveröffentlicht als Vinylsingle von Tusk Records)
- 2012: Augen (Rockstar Records)
- 2013: Neonlicht (This Charming Man Records)
- 2014: Ein Film war zuende, nur ein Film (Live-Kassette, Mitschnitt einer Interpretation der Romy Schneider-Tagebücher, Sammlung W. Jägers/Sic Live Records)
- 2016: Kachelbad [EP] (Trocadero/Indigo)